# Doug Lewis
Douglas („Doug“) Lewis (* 18. Januar 1964 in Waitsfield, Vermont) ist ein ehemaliger US-amerikanischer Skirennfahrer. Er fuhr fast ausschließlich Rennen in der Disziplin Abfahrt. Heute ist er als Unternehmer und Fernsehmoderator tätig.

## Biografie
1981 nahm Lewis im Alter von 17 Jahren erstmals an einem Weltcup-Rennen teil. Die ersten Weltcuppunkte holte er drei Jahre später als Neunter der Abfahrt in Whistler. Ebenfalls 1984 fuhr er in der olympischen Abfahrt in Sarajevo auf den 24. Platz. Es folgte Lewis’ erfolgreichstes Jahr: Bei den Weltmeisterschaften 1985 in Bormio gewann er etwas überraschend die Abfahrts-Bronzemedaille. Am 16. August 1985 erreichte er in Las Leñas den zweiten Platz; es war dies seine einzige Podestplatzierung. Mit diesen Leistungen konnte er in den folgenden Saisons nicht mehr ganz mithalten.
Nach den Olympischen Winterspielen 1988 erklärte Lewis seinen Rücktritt. Er studierte während vier Jahren Betriebswirtschaftslehre für Kleinunternehmen an der University of Vermont. Seither ist er in zahlreichen Funktionen in der Ski-Industrie tätig. Zusammen mit seiner Ehefrau Kelley Lewis moderiert er Magazinsendungen auf dem Fernsehsender Resort Sports Network. Daneben tritt er bei Großereignissen als Rennanalyst für die Sender NBC und FOX in Erscheinung. Im Sommer veranstaltet sein Unternehmen Elite Team Trainingslager.

## Erfolge

### Weltmeisterschaften
- Bormio 1985: 3. Abfahrt

### Olympische Spiele
- Sarajevo 1984: 24. Abfahrt
- Calgary 1988: 32. Abfahrt

### Weltcup
- 9 Platzierungen unter den besten zehn, davon 1 Podestplatz

### Weitere Erfolge
- 2 US-amerikanische Meistertitel (Abfahrt 1986 und 1987)